# منتخب فرنسا تحت 17 سنة لكرة القدم
منتخب فرنسا تحت 17 سنة لكرة القدم هو الممثل الرسمي لفرنسا في بطولات كرة القدم تحت 17 سنة، ويشرف عليه الاتحاد الفرنسي لكرة القدم. يشارك الفريق بطولة أوروبا تحت 17 سنة لكرة القدم وكأس العالم تحت 17 سنة الذي فاز به مرة واحدة في 2001 وينظم كل سنتين.

## وصلات خارجية
- الموقع الرسمي (بالفرنسية)